# Arctostaphylos novoleontis
Arctostaphylos novoleontis là một loài thực vật có hoa trong họ Thạch nam. Loài này được Rehder mô tả khoa học đầu tiên năm 1935.